# Danuta Szczypka
Danuta Szczypka (ur. w Wiśle) – polska historyczka i regionalistka, badaczka dziejów Wisły i Śląska Cieszyńskiego.

## Życiorys
Ukończyła studia magisterskie w Instytucie Historii Uniwersytetu Śląskiego i podyplomowe w Akademii Ekonomicznej w Poznaniu w zakresie zarządzania hotelarstwem i turystyką.
W latach 1977–2006 pracowała w Zespole Szkół Gastronomiczno-Hotelarskich w Wiśle. Przez 21 lat pełniła funkcję wicedyrektorki. Była współautorką i redaktorką „Rocznika ZSGH”, zrealizowała w Wiśle pierwszy projekt w ramach programu „Sokrates Comenius”, współorganizowała konferencje naukowe i inne uroczystości.
Po przejściu na emeryturę w 2006 zajęła się badaniem historii Wisły. Efekty prac prezentuje w postaci licznych artykułów, wystaw i innych projektów. Jest członkinią Zespołu Redakcyjnego Monografii Wisły, inicjatorką, współautorką i współredaktorką „Rocznika Wiślańskiego” prezentującego historię Wisły oraz Śląska Cieszyńskiego oraz członkinią redakcji „Luteranina”, czasopisma od 2003 wydawanego przez Parafię Ewangelicko-Augsburską w Wiśle. Współorganizowała regionalne i ogólnopolskie sesje naukowe i popularnonaukowe.
Jest członkinią Synodu Diecezji Cieszyńskiej Kościoła Ewangelicko-Augsburskiego. Była członkinią zarządu wiślańskiego oddziału Polskiego Towarzystwa Ewangelickiego. Współtworzyła archiwum parafii i bibliotekę, w której zgromadzono dzieła Jana Śniegonia, materiały ze Związku Polskiej Młodzieży Ewangelickiej oraz z innych księgozbiorów historycznych. Pełni rolę opiekunki i kierowniczki archiwum oraz biblioteki parafii. Z ramienia parafii podejmuje działania w zakresie ochrony dziedzictwa kulturowego Wisły, tradycji regionu oraz popularyzacji wiedzy i kultury.
We współpracy z Miejską Biblioteką Publiczną im. Jana Śniegonia w Wiśle tworzy wystawy, prowadzi spotkania i konferencje oraz podejmuje działania na Śląsku Cieszyńskim. Jest współzałożycielką grupy dyskusyjnej w bibliotece.
W latach 2006–2010 była radną Rady Miasta Wisła. Pełniła funkcję przewodniczącej Komisji Zdrowia, Oświaty i Pomocy Społecznej.
Z jej inicjatywy mieszkańcy Wisły odnowili kontakty z Toutami we wsi Ostojićevo, a samorząd miejski nawiązał partnerstwo z gminą Čoka. Sama też prowadziła badania w Serbii, czego efektem było kilka artykułów i zainspirowanie naukowców z Uniwersytetu Śląskiego w Cieszynie do zainteresowania się potomkami migrantów z Wisły.
Zainicjowała ustanowienie Nagrody im. Jana Bujaka, którą jako stypendium dla uzdolnionej młodzieży co roku przyznają władze Wisły.
W 2018 była przewodniczącą zespołu Diecezji Cieszyńskiej ds. obchodów 100-lecia odzyskania niepodległości.

## Wybrane publikacje
- Księga Pamiątkowa Zespołu Szkół Gastronomiczno-Hotelarskich im. W. Reymonta w Wiśle (1996)
- Z dziejów spółdzielczości. 60 lat Gminnej Spółdzielni „Samopomoc Chłopska” w Wiśle (2005)
- Książka i szkoła w Wiśle w XIX wieku. 150 lat biblioteki Jana Śniegonia (2009) [red.]
- Wiślanie we wsi Ostojićevo. Historia – język – kultura (2010) [red.]
- Protokoły Wydziału Gminnego Wisły 1885–1919 (Źródła do dziejów Wisły, t. 1) (2011) [edycja źródłowa]
- Biskup Juliusz Bursche (1862–1942) (2012) [red.]
- By pozostali w pamięci... W 75. rocznicę śmierci Michała Cieślara, ks. Władysława Pawlasa i Jana Sztwiertni (2015) [red.]
- Mjr Adolf Pilch (1914–2000) – cichociemny z Wisły (2015)[14]
- Protokoły posiedzeń Wydziału Gminnego Wisły 1919–1934 (Źródła do dziejów Wisły, t. 2) (2016) [edycja źródłowa][1]
- Cmentarz ewangelicki na Groniczku w Wiśle (2019)[15].

## Wyróżnienia
Nagrodzona została Odznaką za Zasługi dla Województwa Bielskiego (1990), Nagrodą Kuratora Oświaty (1998), Medalem Komisji Edukacji Narodowej (2002), Nagrodą Ministra Edukacji Narodowej (2002), Srebrnym Krzyżem Zasługi (2006), Nagrodą Miasta Wisła w dziedzinie kultury i sztuki (2012), Złotą Odznaką Honorową za Zasługi dla Województwa Śląskiego (2016), Laurem Srebrnej Cieszynianki (2017).